# Quilas
Quilas (em grego: Χείλας; romaniz.: Cheílas) foi um oficial bizantino do começo do século V, ativo durante o reinado do imperador Teodósio II (r. 408–450). Originalmente gerente dum prostíbulo, quando estava em idade avançada decidiu que queria um ofício militar e recebeu do imperador a nomeação de comandante, provavelmente tribuno, do número dos marcomanos (numerus marcomannorum) da Pentápole líbia.